# کوه فارغان هماک
قله تشگرد از رشته کوه فارغان با ارتفاعی برابر با ۳۲۶۷ متر در در ۷۸ کیلومتری شمال شهرستان بندرعباس واقع شده و بلندترین نقطه استان هرمزگان است.
رشته کوه فارغان دارای چندین قله بالای ۳۰۰۰ متر می‌باشد که قله تشکر اولین با ارتفاع ۳۲۶۷ متر و قله بهنه با ارتفاع ۳۱۵۰ متر دومین قله این رشته کوه می‌باشند. 
این رشته کوه از ضلع شمالی با شهر فارغان، روستای بسته، دهنه میمند، نارمند و از ضلع شرقی با روستای توتنگ، هماگ بالا، هماگ پایین و از ضلع شمالی با روستاهای زاکین،درگز، خرسین و از ضلع غربی با راییز و سیرمند همجوار می‌باشد.
رایج ترین مسیر های صعود به این قله زیبا از روستای زاکین، هماگ، بخوان، نارمند، دهنه میمند می باشد.